# Estação Brochant
Brochant é uma estação da linha 13 do Metrô de Paris, localizada no 17.º arrondissement de Paris, no limite dos bairros des Épinettes e Batignolles.

## Localização
A estação está situada na avenue de Clichy, a noroeste da saída da rue Brochant. Orientada ao longo de um eixo noroeste/sudeste e situada no ramal para Les Courtilles, ela está inserida entre as estações Porte de Clichy e La Fourche, esta última marcando o início do tronco comum da linha.

## História
A estação foi aberta em 20 de janeiro de 1912 com o lançamento do ramal nordeste da linha B da Société du chemin de fer électrique souterrain Nord-Sud de Paris (conhecida como Nord-Sud), que se ramaliza de La Fourche para Porte de Clichy.
Deve seu nome à proximidade com a rue Brochant, que faz homenagem ao mineralogista André Brochant de Villiers (1772-1840), diretor da manufactura de Saint-Gobain e membro da Académie des Sciences.
Em 27 de março de 1931, a linha B passa a ser a linha 13 após a absorção da empresa Norte-Sul em 1 de janeiro de 1930 por sua concorrente: a Compagnie du chemin de fer métropolitain de Paris (conhecida como CMP).
Dos anos 1950 a 2008, os pés-direitos foram revestidos por uma cambagem metálica com montantes horizontais verdes e quadros publicitários dourados iluminados. Este arranjo foi completado com assentos "coque" característicos do estilo "Motte", de cor verde.
No âmbito do programa "Renovação do metrô" da RATP, os corredores da estação foram reformados em 19 de abril de 2002, então foi a vez das plataformas em 2009, resultando na retirada de sua curvatura em favor de uma restituição da decoração "Nord-Sud" original.
Em 2011, 3 401 859 passageiros entraram nesta estação. Ela viu entrar 3 492 868 passageiros em 2013, o que a coloca na 150ª posição das estações de metrô por sua frequência.

## Serviços aos Passageiros

### Acessos

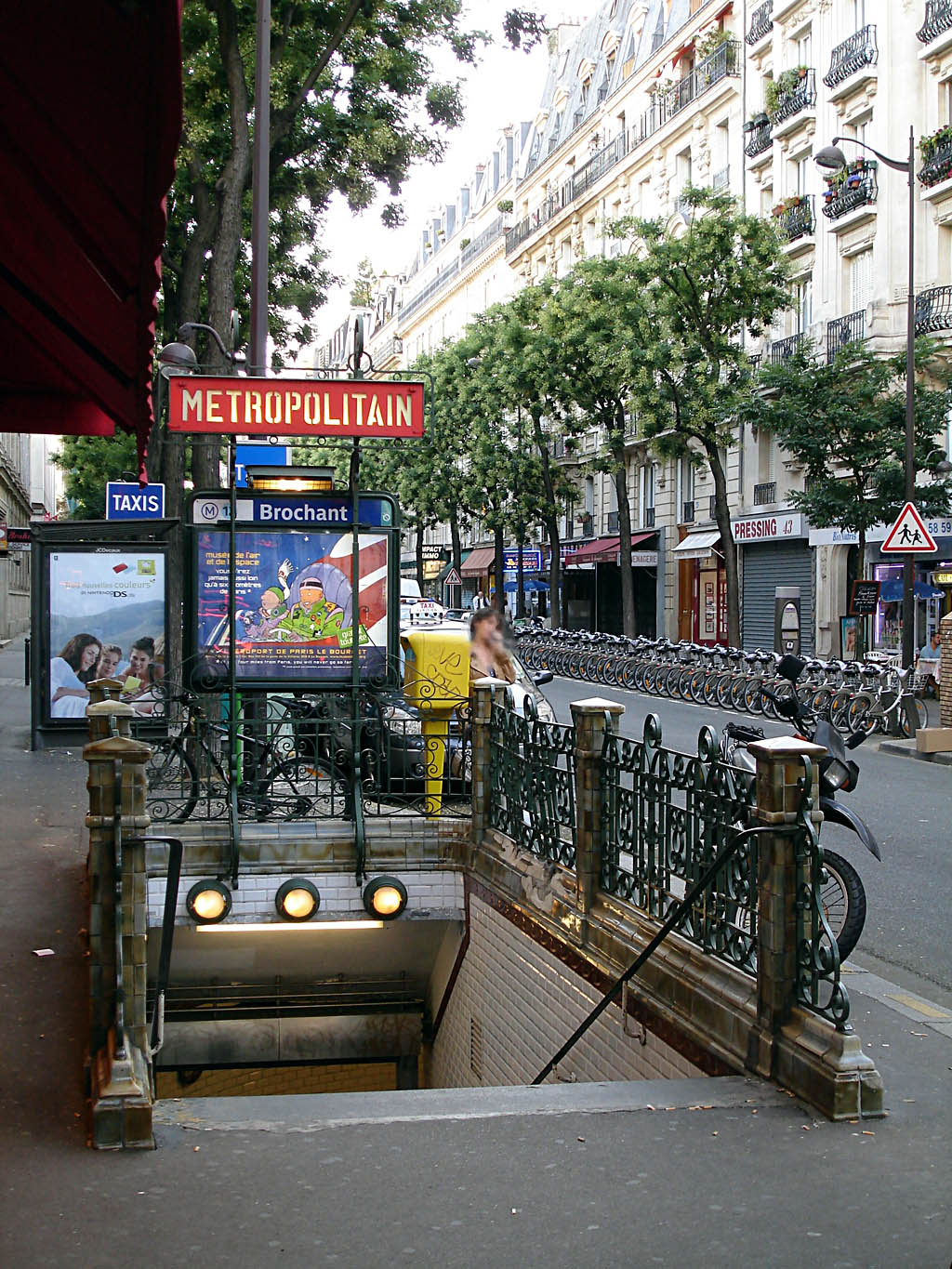
Saída da estação Brochant, rue Brochant

A estação tem dois acessos que se abrem de cada lado do final da rue Brochant, cada um consistindo de uma escada fixa ornado com uma balaustrada no estilo característico Nord-Sud:
- O acesso 1 "Rue Brochant - Marché des Batignolles" se situando à direita do no 32 desta rua de um lado e do no 127 da avenue de Clichy do outro lado;
- O acesso 2 "Avenue de Clichy" se situando em frente ao no 47 da rua de um lado e ao no 129 da avenida do outro lado.

### Plataformas
Brochant é uma estação de configuração padrão com duas plataformas laterais separadas pelas vias do metrô sob uma abóbada semi-elíptica, forma específica para as antigas estações Nord-Sud. As telhas e a cerâmica retomam a decoração original com quadros publicitários e as decorações do nome da estação de cor marrom, desenhos geométricos marrons nos pés-direitos e na abóbada, o nome inscrito em faiança branca sobre fundo azul de pequeno tamanho acima dos quadros publicitários e de tamanho muito grande entre esses quadros, bem como as direções incorporadas à cerâmica nos tímpanos. As telhas de faiança brancas biseladas recobrem os pés-direitos, a abóbada e os tímpanos. A iluminação é fornecida por duas faixas-tubos e os assentos são de estilo "Akiko" de cor bordo.

### Intermodalidade
A estação é servida pelas linhas 31, 54, 66, 74 e 518 (Traverse Batignolles-Bichat) da rede de ônibus RATP e, à noite, pelas linhas N15 e N51 da rede Noctilien.

## Pontos turísticos
- Cité des Fleurs
- Igreja de Saint-Joseph-des-Épinettes
- Parc Clichy-Batignolles - Martin-Luther-King